# Nowosiółki (sielsowiet Nowosiółki, obwód witebski)
Nowosiółki (błr. Навасёлкі, Nawasiołki; ros. Новосёлки, Nowosiołki) – agromiasteczko na Białorusi, w obwodzie witebskim, w rejonie postawskim. Wchodzi w skład sielsowietu Nowosiółki.
W pobliżu znajduje się przystanek kolejowy Nowosiółki, położony na linii Królewszczyzna - Łyntupy.

## Historia
W 1870 roku wieś w wołoście Łuczaj, powiecie wilejskim w guberni wileńskiej Imperium Rosyjskiego. Wchodziła w skład majątku Stary Dwór należącego do hrabiego Mostowskiego.
Wieś została opisana w Słowniku geograficznym Królestwa Polskiego. Z opisu wynika, że w 1886 roku wieś leżała nad rzeką Tużbiną w okręgu wiejskim Sówki, w gminie Postawy, w powiecie dziśnieńskim. Wieś leżała 11 wiorst od siedziby gminy, Postaw.
W okresie międzywojennym wieś Nowosiółki leżała w granicach II Rzeczypospolitej w gminie wiejskiej Łuczaj, w powiecie postawskim, w województwie wileńskim.
Według Powszechnego Spisu Ludności z 1921 roku zamieszkiwało tu 209 osób, 208 było wyznania rzymskokatolickiego a 1 prawosławnego. Jednocześnie wszyscy mieszkańcy zadeklarowali polską przynależność narodową. Były tu 43 budynki mieszkalne. W 1931 w 43 domach zamieszkiwało 190 osób.
Miejscowość należała do parafii rzymskokatolickiej w Łuczaju i prawosławnej w Postawach. Podlegała pod Sąd Grodzki w Postawach i Okręgowy w Wilnie; właściwy urząd pocztowy mieścił się w m. Łuczaj.
W 1938 roku miejscowość należała do gromady Nowosiółki gminy Łuczaj.
Po agresji ZSRR na Polskę w 1939 roku wieś znalazła się w granicach BSRR. W latach 1941–1944 była pod okupacją niemiecką. Następnie leżała w BSRR. Od 1991 roku w Republice Białorusi.
Na północ od wsi przy drodze N3300, pomiędzy Łomiżynem a Słobodą, znajduje się lotnisko Nowosiółki.

## Parafia rzymskokatolicka
Parafia Bożego Miłosierdzia i Joachima i Anny w Nowosiółkach leży w dekanacie postawskim diecezji witebskiej.